# Sedlejov (stacja kolejowa)
Sedlejov – stacja kolejowa w miejscowości Sedlejov, w kraju Wysoczyna, w Czechach Znajduje się na wysokości 570 m n.p.m.
Na stacji nie ma możliwości zakupu biletów, a obsługa podróżnych odbywa się w pociągu.

## Linie kolejowe
- 227 Kostelec u Jihlavy - Slavonice